# 何依婷
何依婷（英語：Regina Ho Yee Ting，1994年2月23日—），香港女演員及主持，《2017年度香港小姐競選》亞軍，現為無綫電視經理人合約藝員。

## 背景

### 早年生活
何依婷出身於基層家庭，早年定居黃大仙區公共屋邨，曾就讀浸信會天虹小學（2006年畢業）和佛教孔仙洲紀念中學（2012年畢業），她在就讀中學時曾多次在中文科、經濟科、歷史科測驗及考試中取得「學科成績優異獎」，並於2011至2012學年考獲中六級年終總成績第二名。
何依婷於2012年考入香港城市大學商學院，主修資訊系統學系環球商業系統管理課程和副修心理學，在學期間修讀各科皆表現優異，成績平均積點超過3.5分。她曾獲獎學金資助，且赴美國史丹福大學、英國列斯大學及中國上海復旦大學作交換生。她在畢業前曾到阿里巴巴位於中國杭州的總部實習，於2016年7月考獲一級榮譽學士學位，在畢業後任職安永會計師事務所金融服務顧問。

### 參加選美及演藝發展
2017年，何依婷參加該年度的《香港小姐競選》，並晉級十強，最後在同年9月3日決賽中奪得亞軍及莎莎美麗觸覺大獎。她於同月底正式入讀2017藝員訓練班（第29期藝員訓練班），2018年5月初成為無綫經理人合約藝員；2019年因擔任《學是學非》第六輯主持之一而受到關注。2020年，她在劇集《機場特警》飾演港女網紅「李至安」，演出受到注目，亦首度獲提名《萬千星輝頒獎典禮2020》「最受歡迎電視女角色」。同年10月，她被色情網站「MISS148」盜用照片作不法宣傳，事後交給公司處理。
2021年，何依婷在台慶劇《十月初五的月光》首度擔任女主角；同年底入圍《萬千星輝頒獎典禮2021》「飛躍進步女藝員」最後十強，又憑台慶劇《星空下的仁醫》中「游芝樺（Esther）」一角入圍「最佳女配角」最後五強。
2023年，何依婷在台慶劇《新聞女王》飾演新聞主播「徐曉薇」，並於《萬千星輝頒獎典禮2023》憑角色成功入圍「最佳女配角」及「飛躍進步女藝員」最後五強。

### 结婚及懷孕
何依婷在2023年12月16日在印尼峇里省结婚，2024年12月3日何依婷透過社交媒體上宣布已懷孕5個月，無奈辭演2025年4月開拍的《新聞女王2》。2025年4月18日，宣布已誕下女兒。

## 演出作品

### 電視劇
| 首播     | 劇名                   | 角色             |
| 無綫電視 |                        |                  |
| 2019年   | 她她她的少女時代       | 大學生           |
| 2019年   | 街坊財爺               | 媳 婦            |
| 2020年   | 大醬園                 | 朱春梅           |
| 2020年   | 機場特警               | 李至安           |
| 2020年   | 降魔的2.0              | 學 生            |
| 2020年   | 那些我愛過的人         | 蔡敏蕙（少年）   |
| 2021年   | 陀槍師姐2021           | 妙 妙            |
| 2021年   | 逆天奇案               | Grace            |
| 2021年   | 星空下的仁醫           | 游芝樺（Esther） |
| 2021年   | 十月初五的月光         | 祝君好           |
| 2021年   | 十月初五的月光         | 朱莎莎           |
| 2021年   | 十月初五的月光         | 萬朱莎華（青年） |
| 2022年   | 回歸光影頌: 神奇的燈泡 | 郭祖兒           |
| 2022年   | 美麗戰場               | 龐子珊           |
| 2023年   | 法言人                 | 林佩兒（Alice）  |
| 2023年   | 香港人在北京           | 徐曉薇           |
| 2023年   | 新聞女王               | 徐曉薇           |
| 拍攝完畢 | 金式森林               | 鄺善荃           |
| 邵氏兄弟 |                        |                  |
| 2025年   | 執法者們               | 劉慧玲           |

### 主持節目
| 首播         | 節目名                              | 備註 |
| 無綫電視     |                                     | |
| 2018至2020年 | Think Big天地                       | 與黃碧蓮、伍樂怡、單文柔、邱晴、梁敏巧、鍾晴、鍾君揚、曾展望、徐文浩、王虹茵、黃紫恩、馬俊傑、吳佩隆及陳嘉慧一同主持 |
| 2018至2019年 | Big Big小明星                       | 與黃碧蓮、伍樂怡、單文柔、邱晴、梁敏巧、鍾晴、鍾君揚、曾展望、徐文浩、王虹茵、黃紫恩、馬俊傑、吳佩隆及陳嘉慧一同主持 |
| 2018至2022年 | 安樂蝸                              | 5月6日起與林穎彤、單文柔、伍樂怡及李嘉晉一同主持                                                                     |
| 2019年       | 學是學非                            | 第六輯 第16集（2019年1月13日）起與馮盈盈、張秀文、湯洛雯、麥美恩、張寶兒、劉穎鏇及鄺潔楹一同主持                     |
| 2019年       | 博愛歡樂傳萬家                      | 與梁嘉琪、黃心穎、張寶兒及張秀文一同主持                                                                             |
| 2019年       | 珍惜香港 發放娛樂 TVB 52年          | 與汪明荃、鄭裕玲、陳貝兒、陸浩明、麥美恩、丁子朗、袁文傑一同主持                                                     |
| 2019年       | 學是學非                            | 第七輯、主持之一與張寶兒、馮盈盈、麥美恩、劉穎鏇、鄺潔楹、何泳芍及陳詩欣一同主持                                     |
| 2020年       | 學是疫學非                          | 第一輯、主持之一與麥美恩、劉穎鏇、馮盈盈及戴祖儀一同主持                                                             |
| 2020年       | 博愛歡樂傳萬家                      | 與馮盈盈、陳詩欣及張寶兒一同主持                                                                                     |
| 2020年       | 萬眾同心公益金                      | 與汪明荃、黎芷珊及林溥來一同主持                                                                                     |
| 2020年       | 明愛暖萬心                          | 與麥美恩、吳天佑及林溥來一同主持                                                                                     |
| 2020年       | 星光熠熠耀保良                      | 與汪明荃、馮盈盈、黃庭鋒、丁子朗及陸浩明一同主持                                                                     |
| 2020年       | 萬千星輝賀台慶                      | 與汪明荃、鄭裕玲、麥美恩、陳貝兒、陸浩明、丁子朗及林溥來一同主持                                                     |
| 2020年       | big big shop超級感謝祭              | 主持之一 |
| 2020年       | 歡樂滿東華                          | 與汪明荃、陳百祥、薛家燕、鄧梓峰、黎芷珊、陳貝兒、陸浩明及崔建邦一同主持                                             |
| 2021年       | 明愛暖萬心                          | 與汪明荃及林溥來一同主持                                                                                             |
| 2021年       | We Miss Hong Kong STAY-cation晉級賽 | 主持之一 |
| 2022年       | 學是疫學非                          | 第二輯、主持之一與張寶兒、戴祖儀、何泳芍、陳詩欣、陳欣茵及何沛珈一同主持                                             |
| 2023年       | 魔法伽利略                          | 主持之一 與甄澤權、馮盈盈一同主持                                                                                    |

### 微電影
| 首映     | 電影名         | 角色   |
| 無綫電視 |                |        |
| 2018年   | 捉緊一剎衝動！ | 何美婷 |

### 音樂錄像
| 年份   | 歌名       | 歌手   |
| 2018年 | 最難忘一天 | 胡鴻鈞 |

## 音樂作品

### 單曲
| 年份   | 歌名   | 備註                                         |
| 2021年 | 祝君好 | 《十月初五的月光》片尾曲與胡鴻鈞、羅天宇合唱 |

## 曾獲獎項與提名
| 年份   | 頒獎典禮                | 獎項                    | 角色 / 作品                                                       | 結果                             |
| ------ | ----------------------- | ----------------------- | ----------------------------------------------------------------- | -------------------------------- |
| 2017年 | 2017年度香港小姐競選    | 亞軍                    | 不適用                                                            | 獲獎                             |
| 2017年 | 2017年度香港小姐競選    | 莎莎美麗觸覺大獎        | 不適用                                                            | 獲獎                             |
| 2020年 | 萬千星輝頒獎典禮2020    | 最受歡迎電視女角色      | 李至安 （《機場特警》）                                           | 提名                             |
| 2020年 | 萬千星輝頒獎典禮2020    | 飛躍進步女藝員          | 《機場特警》 《學是疫學非》 《萬千星輝賀台慶》                    | 提名                             |
| 2020年 | 萬千星輝頒獎典禮2020    | 最佳節目主持            | 《學是學非》                                                      | 與麥美恩、馮盈盈、張寶兒等獲提名 |
| 2021年 | 萬千星輝頒獎典禮2021    | 最佳女主角              | 祝君好 （《十月初五的月光》）                                     | 提名                             |
| 2021年 | 萬千星輝頒獎典禮2021    | 馬來西亞最喜愛TVB女主角 | 祝君好 （《十月初五的月光》）                                     | 提名                             |
| 2021年 | 萬千星輝頒獎典禮2021    | 最受歡迎電視女角色      | 祝君好 （《十月初五的月光》）                                     | 提名                             |
| 2021年 | 萬千星輝頒獎典禮2021    | 最受歡迎電視女角色      | 游芝樺 （《星空下的仁醫》）                                       | 提名                             |
| 2021年 | 萬千星輝頒獎典禮2021    | 最佳女配角              | 游芝樺 （《星空下的仁醫》）                                       | 最後五強                         |
| 2021年 | 萬千星輝頒獎典禮2021    | 飛躍進步女藝員          | 《陀槍師姐2021》 《逆天奇案》 《星空下的仁醫》 《十月初五的月光》 | 最後十強                         |
| 2021年 | 萬千星輝頒獎典禮2021    | 最受歡迎電視搭檔        | 文初、祝君好、司徒禮信 （《十月初五的月光》）                     | 與胡鴻鈞及羅天宇一同獲提名       |
| 2021年 | 萬千星輝頒獎典禮2021    | 最受歡迎電視歌曲        | 《祝君好》（合唱版）                                              | 提名                             |
| 2021年 | 觀眾在民間電視大獎2021  | 民選最佳女主角          | 祝君好 （《十月初五的月光》）                                     | 提名                             |
| 2021年 | 觀眾在民間電視大獎2021  | 民選最佳女配角          | 游芝樺 （《星空下的仁醫》）                                       | 提名                             |
| 2021年 | 觀眾在民間電視大獎2021  | 民選飛躍進步女藝員      | 《星空下的仁醫》 《十月初五的月光》                               | 提名                             |
| 2021年 | 觀眾在民間電視大獎2021  | 民選最佳戲劇拍檔        | 文初、祝君好、司徒禮信 （《十月初五的月光》）                     | 與胡鴻鈞及羅天宇一同獲提名       |
| 2022年 | Yahoo! 搜尋人氣大獎2022 | 熱搜本地男女藝人或組合  | 不適用                                                            | 頭100位                          |
| 2022年 | 萬千星輝頒獎典禮2022    | 飛躍進步女藝員          | 《回歸光影頌：神奇的燈泡》 《美麗戰場》 《學是疫學非》            | 最後十強                         |
| 2022年 | 萬千星輝頒獎典禮2022    | 最佳女主持              | 《學是疫學非》                                                    | 提名                             |
| 2023年 | 萬千星輝頒獎典禮2023    | 最佳女配角              | 徐曉薇 （《新聞女王》）                                           | 最後五強                         |
| 2023年 | 萬千星輝頒獎典禮2023    | 飛躍進步女藝員          | 《法言人》 《香港人在北京》 《新聞女王》 《魔法伽利略》           | 最後五強                         |

## 外部連結
- 何依婷的新浪微博
- 何依婷的Facebook專頁
- 何依婷的Instagram帳戶

| 前任： 劉穎鏇 | 香港小姐競選亞軍 2017年 | 繼任： 鄧卓殷 |